# Plebiscyt Przeglądu Sportowego 1959
25. Plebiscyt Przeglądu Sportowego na najlepszego sportowca Polski zorganizowano w 1959 roku.

## Wyniki
1. Edmund Piątkowski - lekkoatletyka (427 364 pkt.)
2. Janusz Sidło - lekkoatletyka (335 659)
3. Marian Zieliński - podnoszenie ciężarów (330 736)
4. Zbigniew Pietrzykowski - boks (308 720)
5. Jerzy Pawłowski - szermierka (234 206)
6. Kazimierz Zimny - lekkoatletyka (200 471)
7. Leszek Drogosz - boks (141 155)
8. Stefan Lewandowski - lekkoatletyka (113 155)
9. Natalia Kotówna - gimnastyka (100 510)
10. Stefan Kapłaniak - kajakarstwo (63 073)